# Lothar Sippel
Lothar Sippel (* 9. Mai 1965 in Göttingen) ist ein ehemaliger deutscher Fußballspieler.

## Karriere
Sippel startete seine Karriere in der Jugend und Oberligamannschaft des 1. SC Göttingen 05. Sein Debüt im Profibereich gab Sippel am 21. September 1985 für den damaligen Zweitligisten KSV Hessen Kassel. In seiner ersten Profisaison absolvierte er 15 Spiele, sein erstes Tor gelang ihm jedoch erst in seiner zweiten Saison, als er beim 5:0-Auswärtssieg beim FSV Salmrohr das zwischenzeitliche 3:0 erzielte. Nach dem Abstieg in die Drittklassigkeit blieb er dem Verein treu und war als Torschützenkönig mit 26 Toren in der Saison 1988/89 Garant für den Wiederaufstieg in den Profifußball.
1989 wechselte Sippel zum Bundesligisten Eintracht Frankfurt, wo ihm bei seinem Erstligadebüt gegen Bayer 05 Uerdingen in der 89. Minute der 2:1-Siegtreffer gelang. In seinen ersten beiden Jahren wurde er hauptsächlich als Einwechselspieler eingesetzt, bis ihm in der Saison 1991/92 der Durchbruch gelang. Zusammen mit Anthony Yeboah bildete er das Sturmduo und ihm gelangen dabei 14 Saisontore.
In der Sommerpause wechselte Sippel zum Ligakonkurrenten Borussia Dortmund. Hier war er wiederum nur Ergänzungsspieler und spielte nur eines seiner 20 Saisonspiele über die volle Distanz. Dennoch stand er am 19. Mai 1993 im UEFA-Pokal-Finalrückspiel in der Startelf der Borussia, sein Verein unterlag Juventus Turin jedoch mit 0:3. Nachdem sich auch in der folgenden Spielzeit keine Besserung seiner Situation eingestellt hatte, wechselte er zu Hannover 96 in die zweite Liga. Aber auch dieses Engagement war für ihn nicht von Erfolg geprägt. Nach zwei Jahren wechselte Sippel zum Ligakonkurrenten SpVgg Unterhaching, für den er zwei Zweitligapartien absolvierte.
Am Ende der Spielzeit 1996/97 beendete er erstmals seine Karriere und wechselte zu SF Ricklingen auf die Trainerbank. Parallel machte er die A-Trainerlizenz, die er mit 1,7 bestand.
Im Februar 1998 beendete er sein erstes Trainerengagement und kehrte auf das Spielfeld zurück. Sippel unterschrieb einen Vertrag als Spielertrainer bei der Vienna, die in der zweiten österreichischen Liga spielte. Nach Saisonende beendete er seine aktive Karriere endgültig.
In der Sommerpause wurde er vom SV Arminia Hannover verpflichtet, für die er bis Januar 1999 auf der Trainerbank saß. Im August 2006 engagierte ihn Horst Köppel als Assistenztrainer bei Al Wahda in den Vereinigten Arabischen Emiraten. Am 11. Oktober wurden beide nach drei Niederlagen in vier Spielen entlassen.

## Nach der Karriere
Sippel betreibt eine Eventagentur, die LS Promotion, ist als Immobilienmakler tätig und arbeitet für den Niedersächsischen Fußballverband. Weiterhin organisiert er Soccercamps für den Robinson Club. Er engagiert sich für mehrere soziale Einrichtungen, unter anderem ist er als Toleranzbotschafter für ballance hessen – Fußball für Integration, Toleranz und Fair Play tätig. Außerdem spielt er unregelmäßig für die Traditionsmannschaft von Borussia Dortmund.

## Bemerkenswertes
Während eines UEFA-Pokal-Spiels im Jahr 1993 rettete Lothar Sippel seinem Mannschaftskameraden Steffen Freund, der nach einem Halsschuss seine Zunge verschluckt hatte, das Leben.

## Erfolge
- Oberliga-Torschützenkönig: 1989 (26 Tore)
- UEFA-Pokal-Finalist: 1993